# Gerhard Dietrich (Pädagoge)
Gerhard Dietrich (* 26. November 1927 in Aue; † 8. Oktober 1986 in Berlin) war ein deutscher Pädagoge, Hochschullehrer und Gewerkschaftsfunktionär in der Deutschen Demokratischen Republik (DDR). Er war von 1952 bis 1980 an der Karl-Marx-Universität Leipzig auf dem Gebiet der Methodik des Biologieunterrichts tätig und von 1980 bis 1986 Generalsekretär der Akademie der Pädagogischen Wissenschaften (APW) der DDR.

## Leben
Dietrich, Sohn eines Metallarbeiters, besuchte nach der Volksschule in Hundshübel (Erzgebirge) von 1942 bis 1944 die höhere Handelsschule in Eibenstock. 1941 trat er in die Hitlerjugend (HJ) ein. 1944 wurde Dietrich in die deutsche Wehrmacht eingezogen und kämpfte bis 1945 im Zweiten Weltkrieg. Nach Kriegsende bis Dezember 1945 war er im Lager 2228 im Rheinland interniert.
1945/46 war Dietrich in einer Bürstenfabrik in Stützengrün beschäftigt. 1946 trat er in die Kommunistische Partei Deutschlands (KPD) ein und wurde im selben Jahr Mitglied der Sozialistischen Einheitspartei Deutschlands (SED). Von 1946 bis 1949 war er Neulehrer an der Grundschule Hundshübel und wurde dann Dozent der Volkshochschule und war in der Lehrerausbildung tätig. 1949 wurde er Lehrer an der Oberschule Schneeberg.
Von 1949 bis 1952 studierte Dietrich an der Pädagogischen Fakultät der Universität Leipzig und war dort von 1952 bis 1956 wissenschaftlicher Assistent und dann bis 1963 Dozent. 1957 wurde er promoviert und 1962 habilitiert. Ab 1963 war er Professor mit Lehrauftrag. Von 1964 bis 1969 war Dietrich Prorektor für wissenschaftlichen Nachwuchs an der Universität Leipzig und von 1970 bis 1976 Direktor der Sektion Pädagogik und Leiter der Abteilung Unterrichtsmethodik.
Von 1977 bis 1980 war Dietrich Vorsitzender der „Arbeitsgemeinschaft Pädagogische Wissenschaft“ und ordentlicher Professor für Methodik des Biologieunterrichts. Außerdem war er Vorsitzender der „Zentralen Fachkommission Biologiemethodik des Ministeriums für Volksbildung und des Ministeriums für Hoch- und Fachschulwesen der DDR“. Ab 1970 war Dietrich außerdem ordentliches Mitglied und von 1980 bis 1986 Generalsekretär der Akademie der Pädagogischen Wissenschaften (APW) der DDR.
Von 1980 bis 1986 war Dietrich zusätzlich Mitglied des Zentralvorstands der Gewerkschaft Unterricht und Erziehung der DDR.

## Werke (Auswahl)
- Gerhard Dietrich: Die Sicherung der Lernergebnisse im Biologieunterricht. Berlin 1976.